# Spider-Man 2: Enter Electro
Spider-Man 2: Enter Electro è un videogioco in stile avventura dinamica sviluppato da Vicarious Visions e pubblicato da Activision nel 2001 per PlayStation. È il seguito di Spider-Man della Neversoft, pubblicato l'anno precedente. In questo gioco Spider-Man deve vedersela con il suo vecchio nemico Electro e il suo nuovo potere chiamato Bio-Nexus Device. Tra i boss ci sono anche Shocker, Testa di martello, Lizard, Uomo Sabbia e il personaggio esclusivo del gioco Hyper-Electro.

## Trama
Poco dopo l'invasione dei simbioti, si verifica una serie di rapine in tutta New York City per opera di Electro. Per caso, Spider-Man vede una di queste rapine che avviene in un edificio di proprietà della BioTech. Mettendo un Spider-Tracer sul motociclo del capo dei rapinatori, Spider-Man lo segue in un magazzino abbandonato. Qui, Spider-Man sconfigge i banditi e ne interroga uno, ma viene poi attaccato dal capo dei ladri: Shocker.
Dopo aver sconfitto Shocker, Spider-Man segue la pista del delinquente e si dirige verso l'aeroporto. Lungo il tragitto, Spider-Man è costretto a disattivare un allarme bomba e fermare un aereo in fuga. Spider-Man è in grado di piantare un altro tracciante che lo porta in una stazione ferroviaria di proprietà di Testa di martello. Dopo aver combattuto i mafiosi e l'Uomo Sabbia, Spider-Man riesce a prendere il treno in fuga e incontra lo Scarabeo. Il cattivo mascherato fugge con la sua valigetta, ma lascia inconsapevolmente a Spider-Man un indizio: un invito al Science and Industry Ball.
Altrove, Electro spiega il suo piano ai suoi alleati. Lui e i suoi partner hanno rubato le parti al dispositivo Bio-Nexus, che possono amplificare la propria bio-energia e aumentare i poteri di Electro. Il dispositivo è incompleto, e solo il suo creatore, la dottoressa Watts, sa come finirlo. Testa di martello e i suoi scagnozzi sono inviati al Science and Industry Ball per prendere in ostaggio il dottor Watts.
Nonostante Spider-Man riesca a sconfiggere Testa di martello, l'Uomo Sabbia fugge con la dottoressa. Spider-Man decide di chiamare il dottor Curt Conners a BioTech per alcune risposte, ma dopo essersi infiltrato alla BioTech trova l'alter ego del professore: Lizard. Dopo essere tornato normale, Conners spiega l'obiettivo di Electro con il dispositivo di Bio-Nexus e lo invita a recarsi al laboratorio della dottoressa. A seguito di un inseguimento sul tetto, Spider-Man arriva al laboratorio e viene a conoscenza di una fonte di alimentazione principale del dispositivo. Dopo aver sconfitto l'Uomo Sabbia, Spider-Man, leggendo un articolo di giornale sulla sorgente di alimentazione, - uno zaffiro di nome Lacrima di Zeus - scopre che esso è in mostra al museo.
Al museo, Spider-Man raggiunge Electro, che ha ancora in ostaggio la dottoressa Watts. Electro libera l'ostaggio in cambio dello zaffiro. Il dispositivo di Bio-Nexus si completa ed Electro lo attiva potenziandosi in Hyper-Electro, un essere di pura energia elettrica. Incapace di attaccare direttamente Electro, Spider-Man utilizza i generatori della torre per sovraccaricare e distruggere il dispositivo Bio-Nexus.
Il giorno successivo, Thor è accreditato dal Daily Bugle come salvatore di New York, con grande disappunto di Spider-Man. In prigione, Electro siede nella sua cella gemendo sulla sua sconfitta mentre Testa di martello e Shocker giocano a poker. In una cella vicina, il Dottor Octopus e il resto dei cattivi del gioco precedente sono ancora rinchiusi.

## Personaggi
- Spider-Man - Protagonista del videogioco. Doppiato da Rino Romano[6].
- Shocker - Mandato da Electro per rubare un pezzo del Bio-Nexus Device. Doppiato da Daran Norris[6].
- Scarabeo - Criminale armato utilizzato come contatto da Shocker. Non compare come boss. Doppiato da Daran Norris[6].
- Testa di martello - Gangster con la testa d'acciaio, viene spedito da Electro per catturare la dottoressa Watts. Doppiato da Dee Bradley Baker[6].
- Lizard - Alter ego di Curt Connors. Doppiato da Dee Bradley Baker[6].
- Uomo Sabbia - Compare numerose volte per fermare Spider-Man e rapinare la dottoressa Watts dopo il fallimento di Testa di martello. Doppiato da Daran Norris[6].
- Electro - Antagonista principale, il suo scopo è rubare il  Bio-Nexus Device per incrementare il suo potere elettrico. Doppiato da Dee Bradley Baker[6].
- Bestia - Compare come guida nel primo livello. Doppiato da Dee Bradley Baker[6].
- Professor X e Rogue - Compaiono nella modalità allenamento. Doppiati da Daran Norris[6] e Jennifer Hale[6].
- Dottoressa Watts - Inventrice di Bio-Nexus Device e obiettivo di Electro. Doppiata da Jennifer Hale[6].

## Pubblicazione
La pubblicazione del gioco era prevista per il 18 settembre 2001, ma a seguito degli attacchi dell'11 settembre, il titolo fu rinviato per cambiare le fasi di battaglia finale, modificando le scene. In origine, la battaglia era in cima alle Torri Gemelle del World Trade Center, ma dal momento che le torri furono distrutte l'11 settembre, il gioco fu distribuito con un finale e un epilogo diverso. Alla fine del videogioco, Thor è accreditato come vincitore nella battaglia finale contro Electro. Questo perché Thor sarebbe dovuto apparire in una scena del videogioco in cui parla con Spider-Man.